# 甲斐バンド LIVE AT 武道館-完結編
甲斐バンド LIVE AT 武道館-完結編は、1990年12月12日に発売された甲斐バンドの映像作品。『甲斐バンド 十二年戦争-栄光の軌跡-』と同時発売された。
1986年、甲斐バンドの解散を受けてフジテレビでツアーファイナル公演（6月27日）が放映された。その番組のビデオ化である。
この時のツアーの模様は『Here We Come the 4 Sounds』でも発表されているが、本作の収録は別テイクであり『Here～』には未収録となっている楽曲も本作には収録されている。
なお、DVDなどでの再発は一切なされておらず、現在廃盤である。

## 収録内容
1. 25時の追跡（オープニングSE）
2. ナイト・ウェイブ
3. フェアリー(完全犯罪)
4. 最後の夜汽車
5. 裏切りの街角
6. ランデヴー
7. 冷血（コールド・ブラッド）
8. レイニー・ドライヴ
9. ラヴ・マイナス・ゼロ
10. 破れたハートを売り物に（終演後BGM）